# Alfred Xuereb
Alfred Xuereb (Victoria, Malta; 14 de octubre de 1948) es un arzobispo de origen maltés de la Iglesia católica, titular de Cittanova.

## Biografía
Licenciado en Filosofía y Teología en su país natal (Malta), el día 26 de mayo de 1984 fue ordenado sacerdote. Posteriormente en 1989 se trasladó a Roma para estudiar en la Pontificia Facultad Teológica Teresianum, donde se graduó como doctor en Teología con una tesis sobre el Misterio pascual en la vida cristiana, las perspectivas bíblicas, litúrgicas y espirituales de las enseñanzas del Concilio Vaticano II. Posteriormente volvió a Malta, donde trabajó durante unos años como sacerdote; en 1991 volvió a Roma tras haber sido nombrado secretario del rector de la Pontificia Universidad Lateranense. En 1995 trabajó en la Secretaría de Estado de la Santa Sede en la Ciudad del Vaticano, hasta el año 2000, que estuvo trabajando en la Prefectura de la Casa Pontificia.
El 9 de septiembre de 2003, el papa Juan Pablo II, le concedió el título de prelado de honor. En 2007 Benedicto XVI  lo nombró su segundo secretario personal en sustitución del anterior, Mieczysław Mokrzycki tras su nombramiento como nuevo arzobispo de la arquidiócesis de Leópolis.
Tras la finalización del Cónclave de 2013, el papa Francisco lo nombró su primer secretario personal.
El 28 de noviembre de 2013, Francisco lo designó como delegado del Instituto para las Obras de Religión (IOR o Banco Vaticano) y de la Comisión Pontificia para la referencia sobre la Organización de la Estructura Económica-Administrativa de la Santa Sede, con el fin de ejercer la función de supervisar e informar a Su Santidad.
El 3 de marzo de 2014 es nombrado el papa Francisco prelado secretario general de la Secretaría de asuntos económicos, ad quinquennium.

### Episcopado
El 26 de febrero de 2018 fue nombrado Nuncio apostólico en Corea del Sur y en Mongolia por el papa Francisco, asignándole la sede titular de Amantea con dignidad de arzobispo. Recibió la ordenación episcopal el 19 de marzo en la Basílica de San Pedro de manos del santo padre.
El 19 de junio de 2023 cesó en sus funciones como nuncio apostólico en Corea del Sur y en Mongolia.
El 8 de diciembre de 2023 fue nombrado nuncio apostólico en Marruecos.

## Condecoraciones
- Comendador de la Orden al Mérito de la República Italiana, 5 de febrero de 2007.
- Caballero de la Orden de Malta, 2009.
- Comendador de la Orden de Cristo, 11 de mayo de 2010.